# 垂直飛行機
垂直飛行機（すいちょくひこうき）は、日本の発明家大西唯次が考案したヘリコプター。大西式ヘリコプターやヘリコプレーンなどとも呼ばれる。

## 概要
1923年（大正12年）12月頃、大西は垂直に離陸できる航空機の研究を始め、高砂町の自宅でゴム動力の模型の製作を重ねた後の1928年（昭和3年）に、友人宅でエンジンと動力伝動機構を備えた模型機の飛行実験を成功させた。この「垂直飛行機」は、4翅のローターのうち2翅の先端前縁に小型のプロペラを配置し、これにローターシャフトと仲介軸を経由してエンジンの回転を伝達し駆動させることでカウンタートルクの問題を解消するという、後のチップジェットに近い機構を採用していた。また、これらとは別に推進用のプロペラも備えていた。模型のサイズはローター半径が3 m程度で、製作までに要した費用は約20〜30万円。大西はこの発明を基に、1929年（昭和4年）8月27日に「旋翼式飛行機に於ける旋翼伝動機構」などの特許を出願し、同年12月11日に公告に、翌1930年（昭和5年）3月10日に登録に至っている。
1930年6月に、大西は垂直飛行機の実用化を目指して高砂町向島に「大西飛行機研究所」を設立。同年9月20日に開催された「大観艦式記念神戸海港博覧会」には、実機の1/5スケールの模型を製作して出展している。大西は陸軍航空本部、海軍航空本部、三菱航空機、中島飛行機などに垂直飛行機の実用化を目指した研究・製作を打診したが、実用性への疑問やコスト面の問題を理由に実現には至らなかった。うち、海軍航空本部技術部長を務めていた山本五十六少将との間では、正式採用と資本金100万円の提供、名古屋に製作工場を設けるといった内容の交渉が進められていたが、満州事変勃発の影響を受けて取り止められている。その後も、1936年（昭和11年）11月には帝国発明協会大阪支部が主催した「重要発明奨励展覧会」に出展されている。
なお、大西が戦前に得た垂直飛行機関連の特許は、特許「旋翼式飛行機に於ける旋翼伝動機構」（第85760号）、実用新案特許「旋翼式飛行機」（第141481号）、特許「ヘリコプター」（第111667号）があるが、これらはいずれも太平洋戦争の終戦時に無効となった。また、イギリスから100万円という金額を提示しての特許譲渡の申し入れもあったが、大西はこれを拒否している。
戦後、大西は連合国軍最高司令官総司令部（GHQ）によるいわゆる飛行禁止令の解除を経た1952年（昭和27年）7月にヘリコプターの製作を再開し、同年9月に元尾上飛行場にてエンジン付きの模型機の実験飛行を実施した。この模型機は、安定性などの面で戦前の垂直飛行機に改良を加えたもので、2016年（平成28年）4月には高砂地区コミュニティセンターにて展示されたこともあった。これを基に、大西は1953年（昭和28年）12月に改めてヘリコプターの特許を申請したが、特許に関する戦後措置法を原因とする書類処理の遅れによって、フランスで申請された同様の特許に認定の先を越されている。

## 諸元（模型機・戦後）
出典：『昭和五年 私はヘリコプターを発明した』 58頁、『みなとまち高砂ゆかりの人物伝』 191頁。
- 翼長：2.5 m
- 総重量：1.6 kg
- エンジン：出力1/3 hp × 2
- 乗員：0名